# NGC 1016
NGC 1016 este o galaxie eliptică situată în constelația Balena. A fost descoperită în 15 ianuarie 1865 de către Albert Marth. Se află la o distanță de 88,1 de megaparseci de Pământ.